# Гарсиа, Мануэль (биатлонист)
Мануэ́ль Гарси́а (исп. Manuel García) — испанский биатлонист, участник зимних Олимпийских игр 1984 года.

## Карьера
В 1978 году сборная Испании дебютировала на чемпионате мира в австрийском Хохфильцене. В её состав входили Мануэль Гарсия, Франсиско Гарсия, Франсиско Эрмосо и Альфредо Муньос. Мануэль Гарсия стал лучшим из испанцев в индивидуальной гонке, заняв 76-е место, а в спринте финишировал 80-м вслед за Франсиско Эрмосо. В эстафете сборная Испании заняла 21-е место, опередив команды Аргентины и Чили.
Через три года в финском Лахти Мануэль Гарсия был лучшим в своей сборной: 58-е место в индивидуальной гонке и 69-е в спринте. Эстафетная команда Испании стала 17-й, опередив Канаду, Аргентину и Австралию.
Принял участие в чемпионатах мира 1982 и 1983 годов, но особых успехов не добился.
В 1984 году биатлонная сборная Испании дебютировала на Олимпийских играх. Её представляли Мануэль Гарсия и Сесилио Фернандес. В спринте и индивидуальной гонке Мануэль занял 56-е места.
Только спустя 22 года Испания была снова представлена в биатлоне на Олимпийских играх — в Турине выступил Луис Альберто Эрнандо.

### Участие в Чемпионатах мира
| Год  | Место проведения | Инд | Спр | Эст |
| 1978 | ЧМ Хохфильцен    | 76  | 80  | 21  |
| 1981 | ЧМ Лахти         | 58  | 69  | 17  |
| 1982 | ЧМ Минск         | —   | 64  | —   |
| 1983 | ЧМ Антерсельва   | 70  | 68  | 18  |

### Участие в Олимпийских играх
| Год  | Место проведения | Инд | Спр | Эст |
| 1984 | Сараево          | 56  | 56  | —   |